# Emer
Emer, in irlandese moderno Eimear, figlia di Forgall Monach, è la moglie dell'eroe Cú Chulainn nel Ciclo dell'Ulster della mitologia irlandese. 

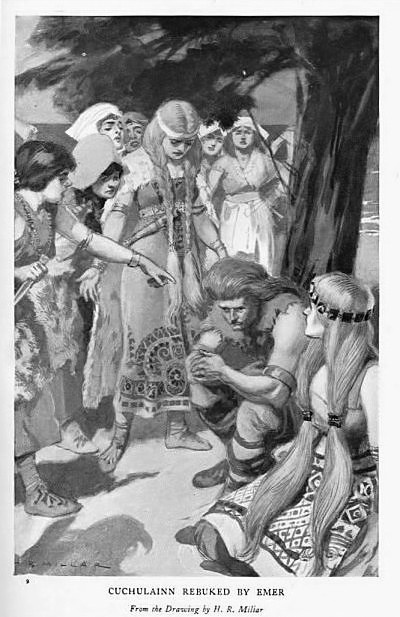
Cú Chulainn rimproverato da Emer. Illustrazione di H.R.Millar, in Celtic Myth and Legend di Charles Squire (1905)

## La leggenda

### Tochmarc Emire("Il corteggiamento di Emer")
A causa della sua bellezza Cú Chulainn era temuto dagli altri Ulaid, che cercarono per tutta l'Irlanda una donna che gli piacesse e che sposasse. Ma Cú Chulainn era già innamorato di una ragazza, Emer, figlia di Forgall Monach. Un giorno la andò a trovare nella sua casa a Lusk, nel County Dublin, e la corteggiò intrattenendola con arguti indovinelli. Emer aveva accettato la sua corte, ma l'avrebbe sposato solo se le sue imprese fossero state degne. Risolutamente contrario alle nozze era invece il padre, Forgall, che architettò un piano. Sotto mentite spoglie suggerì che Cú Chulainn completasse il suo apprendistato da guerriero sotto gli insegnamenti della celebre eroina scozzese Scáthach. La sua speranza era che la prova fosse troppo difficile per il ragazzo e che questi finisse addirittura ucciso. In realtà Scáthach insegnò a Cú Chulainn tutte le sue arti marziali. Il giovane riuscì anche a sconfiggere la rivale della sua maestra, Aífe (o Aoife), giacendo per altro con lei e lasciandola incinta.
Nel frattempo Forgall offrì sua figlia a Lugaid mac Nóis, re di Munster, il quale si tirò da parte quando Emer gli rivelò il suo amore per Cú Chulainn. Guerriero ormai esperto, Cú Chulainn fece infine ritorno in Irlanda, ma l'ostilità di Forgall non si era placata. il ragazzo allora assalì il castello di Forgall, ne uccise ventiquattro guardie, rapì Emer e portò via il tesoro di suo padre. Nell'azione Forgall cadde dai suoi bastioni e morì. Il suo fedele Scenn Menn, provò a fermare la coppia di fuggitivi, ma venne vinto in duello presso un guado da Cú Chulainn. Avendo il pretendente provato il suo valore Emer accettò di sposarlo.
Ma a questo punto sorse una questione. Il re dell'Ulster, a quel tempo Conchobar mac Nessa, aveva il diritto alla prima notte di nozze su tutti i suoi sudditi. Conchobar temeva la reazione di Cú Chulainn, ma non intendeva perdere la faccia facendo differenze. La soluzione fu infine trovata: Conchobar sarebbe andato a letto con Emer la prima notte di nozze, ma tra i due si sarebbe coricato a garanzia il druido Cathbad.

### Serglige Con Culainn("Il capezzale di Cú Chulainn")
Sebbene Cú Chulainn avesse avuto molte amanti solo una volta Emer si ingelosì, quando suo marito si innamorò della dea Fand, moglie di Manannán mac Lir, re del grande mare. Decise addirittura di uccidere la rivale, ma quando vide la forza dell'amore di Fand per il suo uomo decise invece di rinunciarvi. A questo punto fu Fand a intenerirsi per la magnanimità della donna e a tornare a casa da suo marito. Manannán scosse il proprio mantello sui due amanti, ottenendo che i due non si vedessero mai più. Dando da bere una pozione a Cú Chulainn ed Emer, infine, ottenne di far loro dimenticare tutto l'accaduto.

### Altre storie
Quando il figlio di Cú Chulainn e Aífe, di nome Connla, venne in Irlanda per conoscere il padre, Emer intuì la verità e raccomandò al marito di non uccidere quello straniero, rimanendo per altro inascoltata.
Di Emer si diceva che possedesse tutti i sei doni delle donne: bellezza, voce gentile, dolci parole, saggezza, abilità nel lavoro a maglia, castità.

## Riferimenti culturali

### Letteratura
Emer è il soggetto dell'opera di William Butler Yeats intitolata L'unica gelosia di Emer, una delle cinque parti del suo lavoro sulla saga di Cú Chulainn, scritto con pesanti influenze del teatro tradizionale giapponese, il nō. La storia fu riarrangiata non senza qualche libertà dalla versione omonima di Lady Augusta Gregory, contenuta nella raccolta del 1902 Cuchulain of Muirthemne. Jealousy di Yeats debuttò nel 1922 ad Amsterdam sotto la regia di Albert van Dalsum, con maschere elaborate dallo scultore Hildo Krop. Sui palcoscenici irlandesi arrivò invece solo nel 1926, messa in scena dalla Dublin Drama League all'Abbey Theatre.